# Capacité négative
La capacité négative, en anglais negative capability, est un terme employé par John Keats pour désigner un concept de philosophie essentiellement littéraire. Il l'emploie, à une seule occasion, dans une lettre à ses frères du 21 décembre 1817. 